# Sonate K. 195
La sonate K. 195 (F.147/L.S.18) en fa majeur est une œuvre pour clavier du compositeur italien Domenico Scarlatti.

## Présentation
La sonate K. 195, en fa majeur, notée Vivo, forme une paire avec la sonate précédente. Au début de sa première section, la sonate présente une forme extrême d'ouverture insistante. Une énorme expansion de la figure énoncée mesure 7 devient une figure de remplissage. Ce motif est utilisé dans 21 mesures consécutives (7 à 27), au cours desquelles le compositeur joue pour obtenir un discours ambigu et dissonant, ne variant que de petits caractères. Le long motif linéaire et descendant, constitué de simples dixièmes parallèles (mesure 28), inaugure un style de toccata qui domine le reste de la section. Son dépouillement semble comme nettoyer toutes les complications lancinantes entendues auparavant. Dans la seconde partie, mesure 84 et suivantes, une longue séquence transforme le motif linaire de la première section et le surpasse largement.

## Manuscrits
Le manuscrit principal est le numéro 24 du volume II (Ms. 9773) de Venise (1752), copié pour Maria Barbara ; l'autre est Parme IV 19 (Ms. A. G. 31409:).

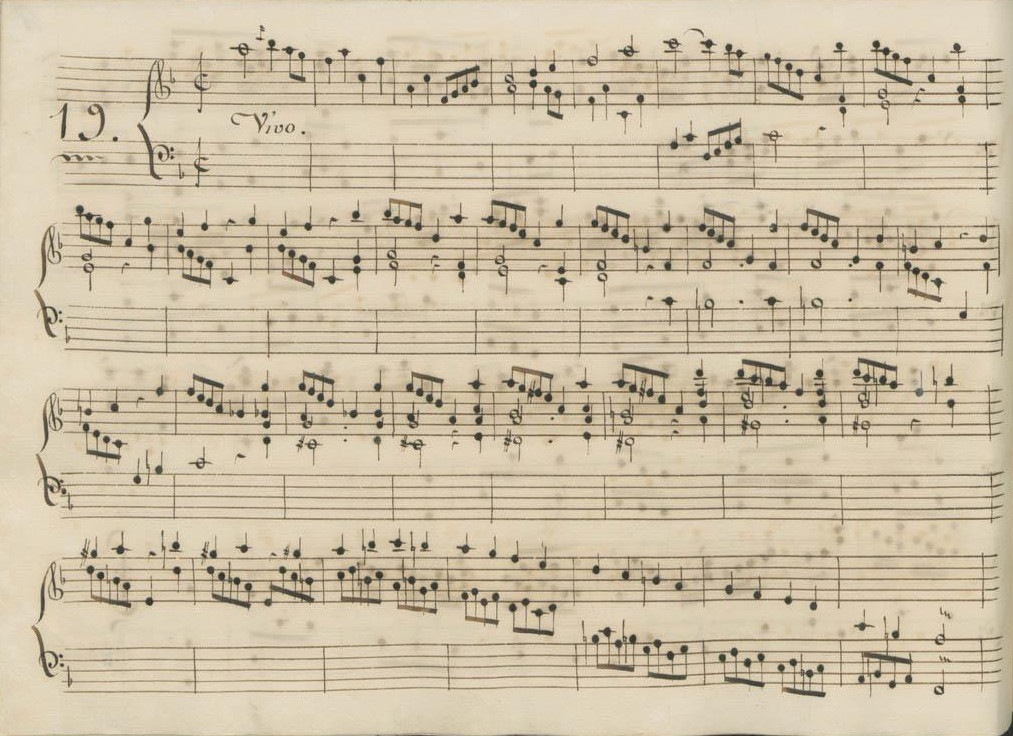
Parme IV 19.
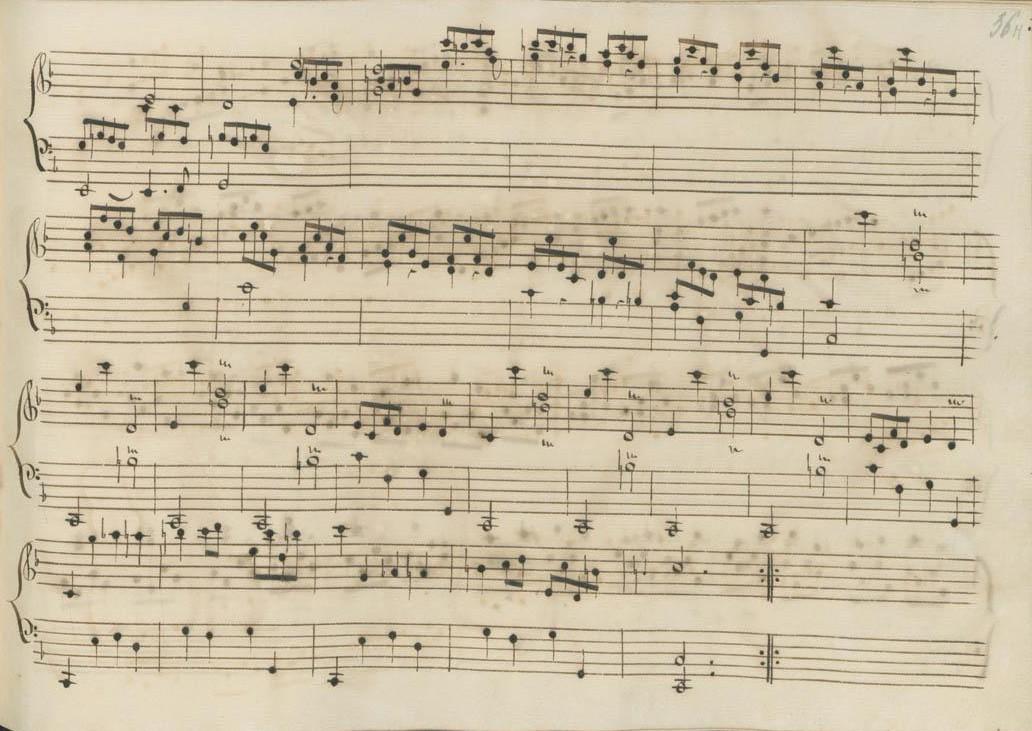
Parme IV 19 (fin de la première section).
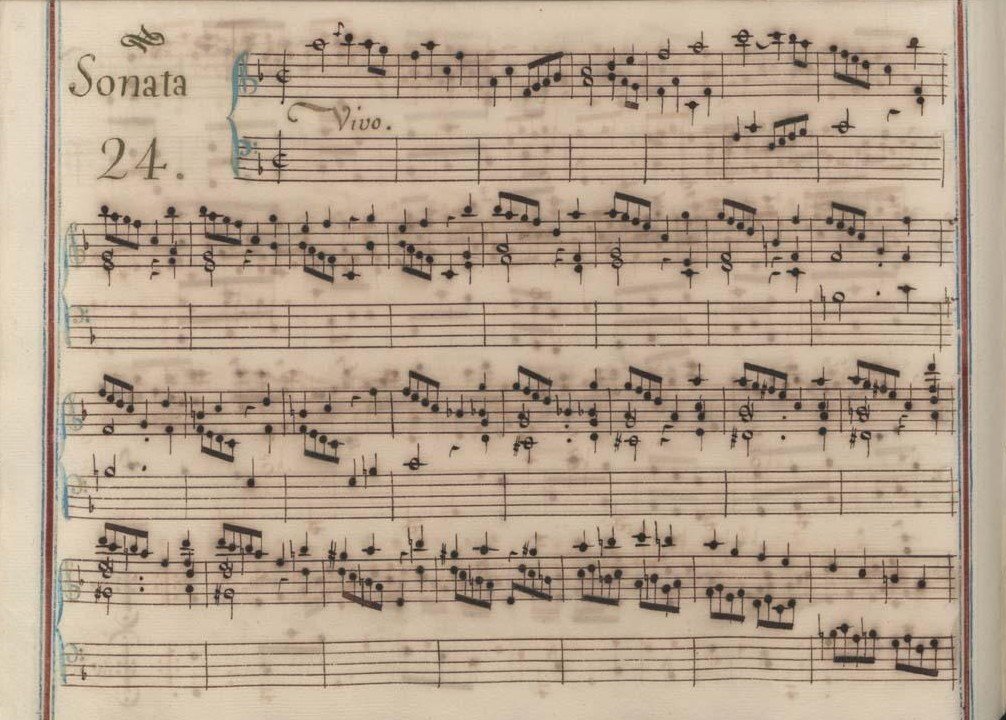
Venise II 24.
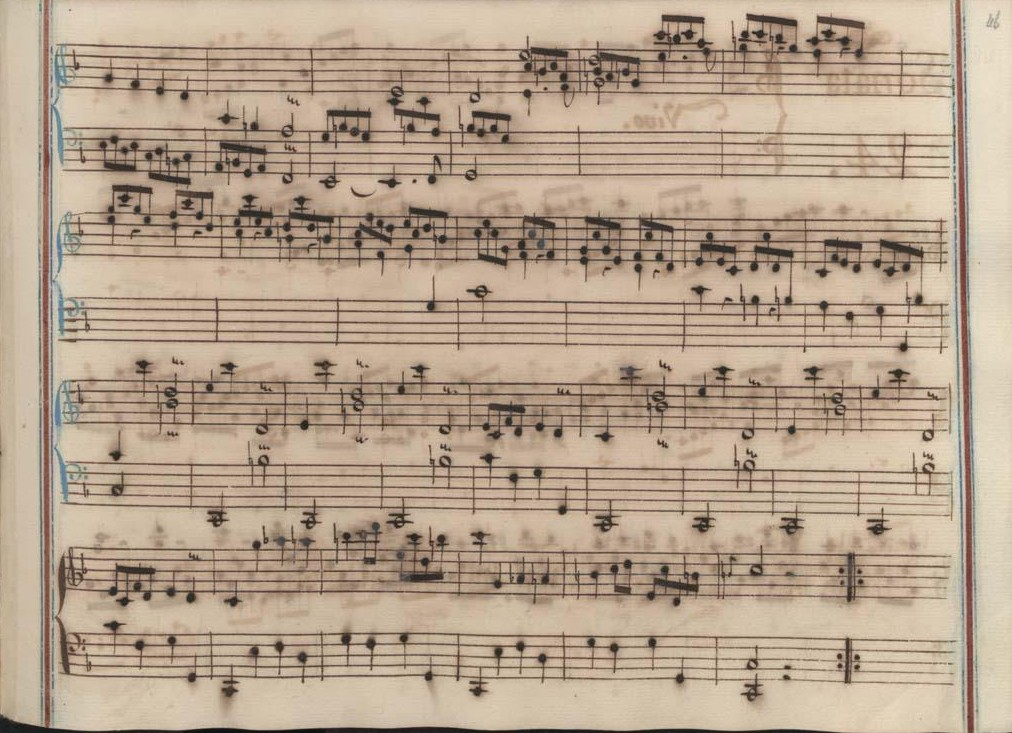
Venise II 24 (fin de la première section).
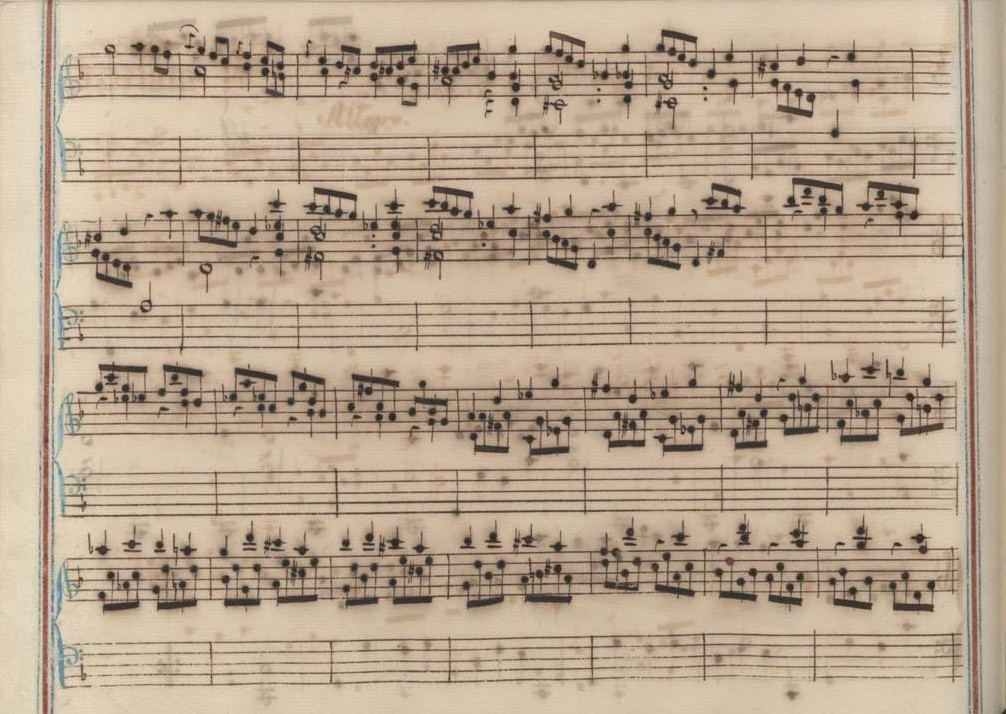
Venise II 24 (début de la seconde section).
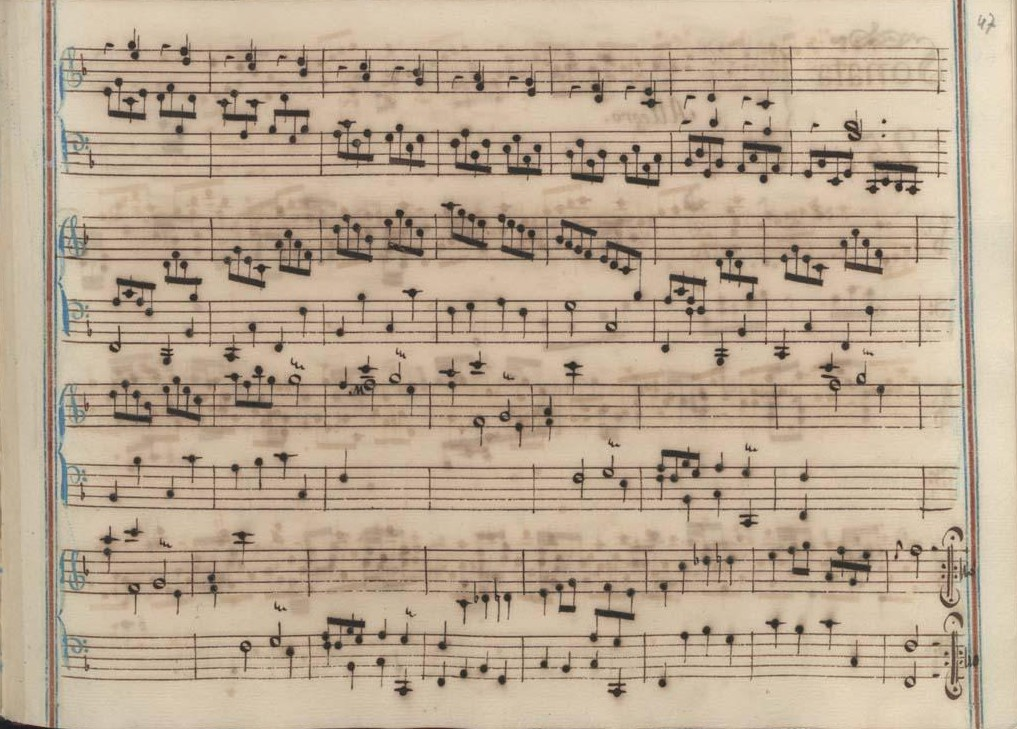
Venise II 24 (fin de la sonate).

## Interprètes
La sonate K. 195 est défendue au piano, notamment par Carlo Grante (2009, Music & Arts, vol. 2) ; au clavecin, elle est jouée par Scott Ross (1985, Erato), Richard Lester (2001, Nimbus, vol. 1) et Pieter-Jan Belder (2002, Brilliant Classics, vol. 5).

## Sources
: document utilisé comme source pour la rédaction de cet article.
- Ralph Kirkpatrick (trad. de l'anglais par Dennis Collins), Domenico Scarlatti, Paris, Lattès, coll. « Musique et Musiciens », 1982 (1re éd. 1953 (en)), 493 p. (ISBN 978-2-7096-0118-4, OCLC 954954205, BNF 34689181).
- Alain de Chambure, « Domenico Scarlatti, Intégrale des sonates — Scott Ross », Erato/Éditions Costallat (2564-62092-2 (livret : 2292-45309-2)), 1985 (OCLC 891183737) .
- (en) W. Dean Sutcliffe, The Keyboard Sonatas of Domenico Scarlatti and Eighteenth-Century Musical Style, Cambridge / New York, Cambridge University Press, 2008, xi-400 (ISBN 978-0-521-07122-2, OCLC 1005658462, BNF 42017486, présentation en ligne).